# Nucleus intermediolateralis

Der Nucleus intermediolateralis (hier grün) befindet sich im Seitenhorn. Die efferenten Fasern verlassen das Rückenmark über das Vorderhorn (hier mit roten Punkten) und die Vorderwurzel in Richtung Peripherie.

Der Nucleus intermediolateralis ist ein Bereich grauer Substanz im Seitenhorn des Rückenmarks. Im Ncl. intermediolateralis befinden sich die präganglionären autonomen Neurone des Sympathikus. Nuclei intermediolaterales befinden sich in den Segmenten C 8 bis L 2, also vom untersten Halswirbelsegment an, bis zu den obersten Lendenwirbelsegmenten.
Die präganglionären Neurone sind efferenter Qualität und verlassen damit das Rückenmark über das jeweilige Vorderhorn in die Vorderwurzel und dort über den jeweiligen Ramus communicans albus in ein Grenzstrangganglion. In diesen paravertebral (neben der Wirbelsäule) gelegenen Ganglien werden sie synaptisch mit dem zweiten, dem sogenannten postganglionären, Neuron unter Verwendung von Acetylcholin verschaltet.

## Anmerkung
1. ↑  Diese Werte variieren in der Literatur. Vereinzelt wird kaudal bis zum Sakralmark angegeben. Auch der Kern auf Segmenthöhe C 8 ist nicht immer ausgeprägt.